# Veliko Dvorište
Veliko Dvorište je naseljeno mjesto u sastavu općine Bosanska Dubica, Republika Srpska, BiH.

## Stanovništvo
| Veliko Dvorište    |              |
| godina popisa      | 1991.        |
| Srbi               | 373 (97,14%) |
| Hrvati             | 2 (0,52%)    |
| Muslimani          | 0            |
| Jugoslaveni        | 4 (1,04%)    |
| ostali i nepoznato | 5 (1,29%)    |
| ukupno             | 384          |